# Starosedlský Hrádek
Starosedlský Hrádek – miejscowość i gmina (obec) w Czechach, w kraju środkowoczeskim, w powiecie Przybram. W 2022 roku liczyła 136 mieszkańców.